# Rustan Bergwall
Rustan Bergwall, född 21 augusti 1856 i Svedala socken, Malmöhus län, död 18 september 1942 i Lindesberg, var en svensk bergsingenjör. Han var far till Georgi Bergwall.
Bergwall blev elev vid Kungliga Tekniska högskolan 1878 och avlade avgångsexamen 1879. Han var anställd vid Hellefors Bruks AB 1880–83, vid Ljusne järnverk 1883–84, vid Ockelboverken 1885–91, vid Haddebo järnverk 1891–92 och vid Granefors kopparverk 1893–95, överingenjör vid de Demidovska bergverken i Uralbergen 1895–1905 samt överingenjör vid metallverken och patronfabrikerna i Tula, Ryssland, 1905–06. Han återvände till Sverige 1906, var anställd vid sockerkontrollen från 1906 och senare förste kontrollör där.
Han var gift första gången med Xenia Postuljakova och andra gången från 1908 med Louise af Klinteberg.